# Sebaea fourcadei
Sebaea fourcadei är en gentianaväxtart som beskrevs av Wessel Marais. Sebaea fourcadei ingår i släktet Sebaea och familjen gentianaväxter. Inga underarter finns listade i Catalogue of Life.